# Carlos Weber
Carlos Javier Weber, född 6 januari 1966  i Buenos Aires, är en argentinsk volleybollspelare och -tränare.
Weber blev olympisk bronsmedaljör i volleyboll vid sommarspelen 1988 i Seoul.